# 4772 Frankdrake
4772 Frankdrake este o planetă minoră (asteroid), cu un diametru de 27,57 km, din centura de asteroizi. A fost descoperită pe 2 noiembrie 1989 la Okutama⁠(d) de Tsutomu Hioki⁠(d) și a fost numită după Frank Drake. 
Obiectul prezintă o orbită caracterizată de o semiaxă mare de 3,1620133 UAi, o excentricitate de 0,07, o înclinație de 11,51296 ° în raport cu ecliptica.